# Augustów (Łódź)
Augustów – dawna podłódzka wieś, obecnie nieurzędowe osiedle w Łodzi, położone we wschodniej części miasta, na Widzewie. Rozpościera się w rejonie ulic Rokicińskiej i Augustów.

## Charakterystyka
Osiedle ma głównie charakter przemysłowy, jedynie jego północne i zachodnie obszary charakteryzują się zabudową mieszkalną, gdyż przylegają do wielkiego zespołu mieszkaniowego osiedla Widzew Wschód. Na jego terenie, przy ul. Jadwigi Andrzejewskiej 5 znajduje się Elektrociepłownia EC-4, druga co do wielkości elektrociepłownia w Polsce. Z kolei na południe od ul. Przybyszewskiego swój początek bierze rów wodny Augustówka.

## Historia
Augustów został założony około 1802 r. jako nowa osada na północny zachód od Olechowa. Tak samo jak Olechów, przeznaczono ją do zasiedlenia przez osadników niemieckich. Nadano jej nazwę Fridrichshagen, a po 1807 r. została ona zmieniona na Augustów. Według danych z 1822 r. znajdowało się tu 15 domów zamieszkiwanych przez 118 osób. W XX w. na terenie dawnej wsi rozwinęły się wielkie zakłady przemysłowe.
Od 1867 w gminie Nowosolna. W okresie międzywojennym należał do powiatu łódzkiego w woj. łódzkim. W 1921 roku liczył 157 mieszkańców. 1 września 1933 utworzono gromadę (sołectwo) Augustów w granicach gminy Nowosolna, składającą się ze wsi Augustów oraz południowej połowy wsi Janów (od szosy); północna połowa Janowa utworzyła odrębną gromadę Janów. Podczas II wojny światowej włączony do III Rzeszy. 
Po wojnie Janów powrócił na krótko do powiatu łódzkiego woj. łódzkim, lecz już 13 lutego 1946 włączono go do Łodzi.